# Onesia gentilis
Onesia gentilis är en tvåvingeart som först beskrevs av Robineau-desvoidy 1830.  Onesia gentilis ingår i släktet Onesia och familjen spyflugor.
Artens utbredningsområde är Frankrike. Inga underarter finns listade i Catalogue of Life.